# İqtisadçı Voleybol Klubu
L'İqtisadçı Voleybol Klubu è una società pallavolistica femminile con sede a Baku, in Azerbaigian. Milita nel massimo campionato azero.

## Storia
L'İqtisadçı Voleybol Klubu viene fondato nel 2008 e ottiene subito il diritto di partecipare alla Superliqa, qualificandosi, dopo appena una stagione, alla Challenge Cup 2008-09. La stagione successiva vede l'İqtisadçı eliminato a tavolino al secondo turno della competizione europea, a causa della schieramento di una giocatrice non utilizzabile, e la qualifica alla Challenge Cup della stagione successiva.
Nella stagione 2009-10 il club ottiene il terzo posto in campionato, battendo l'Azərreyl Voleybol Klubu e qualificandosi per la terza stagione consecutiva alla Challenge Cup.

## Rosa 2013-2014
| N° | Nome               | Ruolo | Data di nascita   | Nazionalità sportiva |
| -- | ------------------ | ----- | ----------------- | -------------------- |
| 1  | Wanna Buakaew      | L     | 2 gennaio 1981    | Thailandia           |
| 2  | Lenka Dürr         | L     | 10 dicembre 1990  | Germania             |
| 4  | Indira Abdullayeva | L     | 20 marzo 1989     | Azerbaigian          |
| 5  | Pleumjit Thinkaow  | C     | 9 novembre 1983   | Thailandia           |
| 6  | Onuma Sittirak     | S     | 13 giugno 1986    | Thailandia           |
| 7  | Arielle Wilson     | C     | 3 gennaio 1989    | Stati Uniti          |
| 8  | Qiuyue Wei         | P     | 26 settembre 1988 | Cina                 |
| 9  | Romina Lamas       | P     | 29 agosto 1978    | Spagna               |
| 10 | Wilavan Apinyapong | S     | 6 giugno 1984     | Thailandia           |
| 11 | Kim Willoughby     | S     | 7 novembre 1980   | Stati Uniti          |
| 12 | Manon Flier        | S/O   | 8 febbraio 1984   | Paesi Bassi          |
| 13 | Marianne Fersola   | C     | 19 gennaio 1992   | Rep. Dominicana      |
| 14 | Deja McClendon     | S     | 27 giugno 1992    | Stati Uniti          |
| 15 | Yunwen Ma          | C     | 19 ottobre 1988   | Cina                 |
| 17 | Lei Zhang          | S/O   | 11 gennaio 1985   | Cina                 |
| 18 | Valentina Serena   | P     | 10 novembre 1981  | Italia               |